# Договор Эпе
Договор Эпе был заключён между Великобританией (представленной Бенджамином Кэмпбеллом, консулом в Лагосе и Томасом Миллером, капитаном корабля «Журавль» — «Crane») и местным лидером Косоко 28 сентября 1854 года на территории современной юго-западной Нигерии.

## Исторический фон
26 декабря 1851 года, во время так называемой Бомбардировки Лагоса, Британия вмешалась в политику Лагоса, совершив военно-морские и десантные действия против Косоко, тогдашнего Обы (короля) Лагоса. Косоко был изгнан и заменён Обой Акитое, который пообещал отменить работорговлю. 1 января 1852 года Акитое подписал договор между Великобританией и Лагосом об отмене работорговли и усилении влияния Великобритании в Лагосе.
Косоко с примерно 1500 последователями бежал в город Эпе и создал независимую базу с около 400 воинами, откуда предпринял несколько атак на Лагос; сперва 5 августа 1853 года, а потом 11 августа 1853 года его войско находилось в опасной близости от дворца Обы, занятого преемником Акитое Обой Досунму, но было своевременно отбит огнём коммандера Филипса с корабля «Полифем» («Polyphemus») британского флота.
После долгих переговоров Косоко в конце концов подписал Договор Эпе 28 сентября 1854 года с консулом Бенджамином Кэмпбеллом, согласившись больше не предъявлять никаких претензий Лагосу и не подвергать опасности торговлю в Лагосе. Соглашение было тактическим успехом для Косоко, который заставил британцев признать его государство в Эпе. В целом, однако, трон Лагоса остался для него недосягаемым, и потомки Акитое и Досунму там прочно укоренились. После 1861 года, когда британцы аннексировали Лагос, Косоко с его последователями было разрешено снова поселиться в этом городе.

## Текст договора
Текст договора приводится ниже: 
 Соглашение, заключенное 28 сентября 1854 года, между Косоко, его доверенными и вождями, а также Бенджамином Кэмпбеллом, эсквайром, консулом Её Величества в заливе Бенина, и коммандером корабля Её Величества «Журавль» Томасом Миллером, эсквайром, старшим офицером в заливах Бенина и Биафры.
Первое. Косоко, его доверенные и вожди торжественно обязуются не предпринимать попыток вернуть себе владение Лагосом ни угрозами, ни боевыми действиями, ни стратегией.
Второе. Косоко, его доверенные и вожди требуют Пальму, как их торговый порт, и Бенджамин Кэмпбелл, эсквайр, консул Её Величества в заливе Бенина, и коммандер корабля Её Величества "Журавль" Томас Миллер, эсквайр, старший офицер в заливах Бенина и Биафры, обязуются признать Пальму, как порт Косоко и его доверенных и вождей, для всех целей законной торговли.
Третье. Косоко, его доверенные и вожди вельми торжественно обязуются отказаться от работорговли, то есть вывоза рабов из Африки, а также не позволять любому работорговцу постоянно пребывать в своем порту или любом другом месте, находящемся под их юрисдикцией и влиянием.
Четвёртое. Косоко, его доверенные и вожди торжественно обязуются оказывать всяческую защиту и помощь таким купцам и торговцам, которые могут пожелать проживать среди них с целью ведения законной торговли, — а также помочь консулу Её Британского Величества вновь открыть рынки на побережье Джабу, а именно Агиену, Экороду и Абойи, и в поддержании порядка и безопасности на этих рынках.
Пятое. В порту Пальма взимается экспортная пошлина в размере одной головы монет каури за каждый пуансон пальмового масла, средний размер которого составляет сто двадцать галлонов, и две нитки каури за фунт всей слоновой кости, экспортируемой из вышеупомянутого порта, в пользу Косоко.
Шестое. Бенджамин Кэмпбелл, эсквайр, консул Её Величества в заливе Бенина от имени правительства Её величества обязуется обеспечить, чтобы за надлежащее и добросовестное выполнение этого обязательства со стороны Косоко, его доверенных и вождей, правительство Её Величества выплачивали Косоко ежегодное пособие всю его жизнь в виде двух тысяч голов каури или тысячи долларов по его выбору.
Седьмое. Это обязательство будет иметь полную силу и действие с этого дня и до тех пор, пока не будет отменено правительством Ее Британского Величества.
Подписали в Лагуне Эпе 28 сентября 1854 г.
 Косоко Х
 Олусема Х
 Олото Х
 Пеллеу Х
 Аджениа X
 Босупо X
 Агагу X
 Обатчи Х
 Уайдобв X
 Багалу X
 Апси X
 Олисау X
 Этти X
 Ломоса Х
 Отчёди Х 
 Б. Кэмпбелл (Консул Её Британского Величества в Бенинском заливе)
 Тос. Миллер (коммандер "Журавля" и старший офицер в заливах Бенина и Биафры) 
В присутствии:  
 Герберт Л. Райвс, лейтенант-коммандер "Minx"
 У. П. Бронд, кормчий "Журавля"
 Фрэнсис У. Дэйвис, ассистент хирурга на "Minx"
 Джо. Бат. Скала, купец Лагоса
 У. Р. Хансен, торговец из Лагоса
 Хосе Педро да Коста Рой, торговец из Лагоса

  С. Б. Уильямс, торговец из Лагоса и переводчик 